# Rákos Tibor
Rákos Tibor (Hódmezővásárhely, 1966. január 1. –) magyar vízellátási üzemmérnök, politikus, országgyűlési képviselő.

## Életpályája

### Iskolái
1984-ben a Széchenyi István Gimnázium és Szakközépiskolában érettségizett Szegeden vízépítési és vízgazdálkodási szakon. 1985–1989 között a Pollack Mihály Műszaki Főiskola Vízgazdálkodási Intézetében vízellátási-csatornázási üzemmérnöki diplomát szerzett. 2000-ben elvégezte a József Attila Tudományegyetem Állam- és Jogtudományi Karát.

### Pályafutása
1989–1998 között a Dél-magyarországi Tervező Vállalat szerk. üzemmérnöke volt. 1992-től a Szegedi Női Kézilabda Egylet elnökségi tagja. 1998-tól a Molnár-Tóth Ügyvédi Iroda alkalmazottja.

### Politikai pályafutása
1990-től a Fidesz tagja; azóta a szegedi szervezet tagja. 1990–1998 között szegedi önkormányzati képviselő volt. 1994–1996 között, valamint 2003–2004 között a Fidesz szegedi városi elnöke volt. 1996–1997 között a Fidesz Csongrád megyei választmányának tagja volt. 1996–1998 között a pénzügyi ellenőrző bizottság elnöke volt. 1998–2002 között a Költségvetési és pénzügyi bizottság tagja volt. 1998–2006 között a Foglalkoztatási és munkaügyi bizottság tagja volt. 1998–2006 között országgyűlési képviselő (1998–2002: Szeged; 2002–2006: Csongrád megye) volt. 1999–2002 között és 2005–2006 között a Rehabilitációs albizottság tagja volt. 2006-ban országgyűlési képviselőjelölt volt.

## Családja
Szülei Rákos Imre és Rubiger Katalin. Két gyermeke született: Márk (1994–) és Lili (1996–).